# Verdosa Temprana
Verdosa Temprana es el nombre de una variedad cultivar de manzano (Malus domestica). Esta manzana es originaria de Galicia, está cultivada en la colección de árboles frutales y banco de germoplasma de Mabegondo con el N.º 99; ejemplares procedentes de esquejes localizados en Puebla del Brollón (Lugo).

## Sinónimos
- "Manzana Verdosa Temprana",[4][5]
- "Maceira Verdosa Temprana".

## Características
El manzano de la variedad 'Verdosa Temprana' tiene un vigor vigoroso. Tamaño grande y porte erguido.
Época de inicio de brotación a partir del 9 de abril y de floración a partir de 24 de abril.
Las hojas tienen una longitud del limbo de tamaño medio, con la máxima anchura del limbo es media. Longitud de las estípulas es larga y la máxima anchura de las estípulas es ancha. Denticulación del borde del limbo es serrado, con la forma del ápice del limbo mucronado y la forma de la base del limbo es obtuso. Con subestípulas presentes.
Sus flores tienen una longitud de los pétalos larga, anchura de los pétalos es ancha, disposición de los pétalos superpuestos
entre sí, con una longitud del pedúnculo media.
La variedad de manzana 'Verdosa Temprana' tiene un fruto de tamaño medio, de forma plano-globosa, de color bicolor, con chapa a rayas, e intensidad media. Epidermis de textura rugosa, con pruina en su superficie y con presencia de cera nula. Sensibilidad al "russeting" (pardeamiento áspero superficial que presentan algunas variedades) sensible. Con lenticelas de tamaño mediano.
Los sépalos están dispuestos de forma variable, y variable en su base; su fosa calicina es muy profunda y de una anchura media. Pedúnculo de grosor medio y de longitud medio, siendo la cavidad peduncular de una profundidad profunda y de anchura media. Con pulpa de color crema, cuya firmeza es intermedia y su textura intermedia; su jugosidad es intermedia, con sabor de acidez débil, y aromática.
Época de maduración y recolección es el 15 de septiembre. 'Verdosa Temprana' es una manzana que su destino es la conservación de esta variedad en el banco de germoplasma de Mabegondo como reserva genética.

## Susceptibilidades
- Oidio: ataque medio
- Moteado: no presenta
- Raíces aéreas: no presenta
- Momificado: no presenta
- Pulgón lanígero: ataque débil
- Pulgón verde: ataque medio
- Araña roja: no presenta
- Chancro del manzano: no presenta[3]